# Luigi Romersa
Luigi Romersa (Boretto, 5 de Julho de 1917 – Roma, 19 de Março de 2007) foi um jornalista, escritor e correspondente de guerra italiano, conhecido principalmente pelos seus ensaios sobre a Segunda Guerra Mundial.

## Biografia
Romersa licenciou-se em Direito pela Universidade de Parma e iniciou a sua actividade de jornalista em 1937, na Gazzetta di Parma.
Fiel ao regime fascista, durante o período da guerra foi correspondente de guerra para vários jornais, dos quais os mais importantes foram o Corriere della Sera e Il Messaggero.
Foi uma experiência de curta duração mas muito intensa, único convidado especial de Mussolini a assistir à explosão de uma das primeiras bombas atómicas (a bomba "desintegradora"), uma arma primitiva e de baixo potencial construída pelos alemães, teste que segundo o seu testemunho teve lugar na primeira metade de Outubro de 1944, na ilha báltica de Rúgia. O acontecimento nunca foi comprovado desde então, apesar do claro testemunho de Romersa, que é relatado no famoso livro "A bomba de Hitler" (2005), do historiador alemão Rainer Karlsch. 
Depois da guerra o jornalista retoma a actividade como enviado especial do semanário "Tempo", de Milão, para o qual por mais de três décadas prestou serviços de todos os géneros no estrangeiro. Visitou vários países por todo o mundo e até o Pólo Sul. 
Em 1956 está presente em Porto Saíde durante o ataque anglo-francês e poucos anos depois estava em Israel, onde acompanha as tropas de Moshe Dayan durante a Guerra dos Seis Dias. Esteve no Barém, onde cobriu a crise do petróleo de 1973,  e também no Congo aquando dos trágicos acontecimentos de Kindu.
Foi talvez o único italiano a entrar numa base de mísseis dos EUA durante a Guerra Fria, e foi também amigo pessoal do cientista Wernher von Braun, graças ao qual muito escreveu sobre o programa Apolo.
De todos os enviados especiais italianos foi provavelmente o mais activo e produtivo visto que descreveu com grande rigor todos os acontecimentos do mundo. Muitos poderosos foram por ele entrevistados, sobretudo estrangeiros, mas também a gente simples encontrava espaço nele. 

## Obras principais
- Le armi segrete di Hitler
- I segreti della guerra d'Africa
- I segreti della Seconda Guerra Mondiale
- Uomini della Seconda Guerra Mondiale
- All'ultimo quarto di luna
- Von Braun racconta
- I temerari del cielo

## Prémios
- 1955: Premio Marzotto
- 1962: Premio Saint Vincent
- 1963: Premio Massai
- 1998: Premio Guidarello